# 大気環境学会
公益社団法人大気環境学会（たいきかんきょうがっかい）は、大気汚染・環境に関する学術研究等を行っている公益社団法人。

## 沿革
- 1959年（昭和34年）：公害などの環境問題の高まりから、前身の「大気汚染全国協議会」が発足
- 1978年（昭和53年）：「大気汚染研究協会」に改称
- 1995年（平成7年）：「大気環境学会」に改称
- 2012年8月1日 : 「公益社団法人大気環境学会」として発足

## 事務所所在
- 〒160-0022　東京都新宿区新宿1-29-8 公衛ビル4Ｆ

TEL 03-3341-5632